# Badui

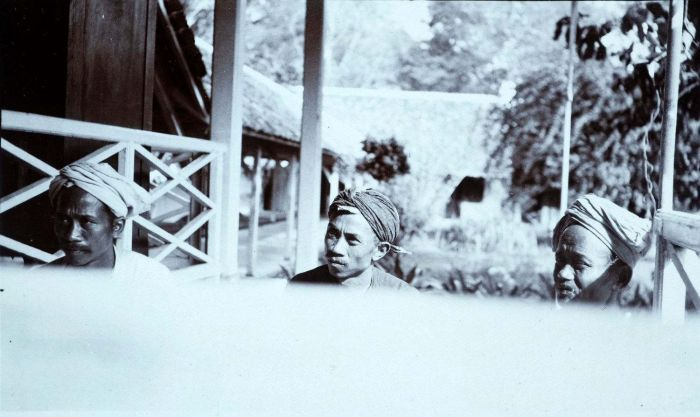
Afgevaardigden van de Badui omstreeks 1920

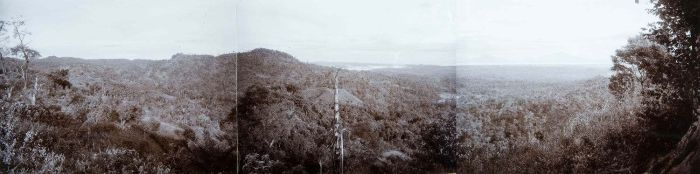
Heuvellandschap bij de Badui kampong Kadoeketoeg

De Badui, die zichzelf Orang Kanekes noemen, vormen een traditionele gemeenschap in het westelijk deel van Indonesië in Lebak, Banten. Het merendeel van de 5000 à 8000 Badui woont in het Kendeng-gebergte op 300 tot 500 meter boven zeeniveau. 

## De naam Badui
De herkomst van de naam Badui is lang onderwerp van discussie geweest. De meest gangbare mening hierover is dat de Badui deze naam van hun buurvolkeren hebben gekregen. De betekenis zou geringschattend zijn, en afgeleid zijn van het Arabische Badawi. Net zoals de vroegere Bedoeïenen hebben de Badui nog tradities en gebruiken die vele eeuwen teruggaan.

## Religie
Hun religie staat bekend als Agama Sunda Wiwitan, een combinatie van animisme en hindoeïsme.

## Twee cirkels
De Badui zijn verdeeld in twee groepen: de Badui Dalam (binnen-Badui) en de Badui Luar (buiten-Badui). Het is vreemdelingen niet toegestaan met de Badui Dalam in contact te treden, de Badui Luar daarentegen hebben spaarzaam contact met de buitenwereld.
De bevolking van ongeveer 400 Badui Dalam, die de zogeheten binnencirkel vormt, bestaat uit 40 families Kajeroan die in de drie dorpen Cibeo, Cikertawana en Cikeusik in Tanah Larangan leven. De Badui Dalam houden zich strikt aan hun strenge taboesysteem. De Badui Dalam kennen de Pu'un, een geestelijk leider. Alleen een Pu'un mag de heilige grond in Arca Domas op de berg Kendeng bezoeken.In tegenstelling tot Badui Luar, zijn de Badui Dalam nauwelijks beïnvloed door de islam.
De Badui Luar, die de buitencirkel van de Badui vormen, leven in 22 dorpen. Zij vormen de barrière tussen de buitenwereld en de heilige binnencirkel. Zij hanteren het taboesysteem minder strikt dan de Badui Dalam en zijn eerder bereid om moderne invloed in hun dagelijks leven te accepteren. Sommigen werken zelfs in grote steden en steden zoals Jakarta, Bogor en Bandung. In sommige dorpen wordt vlees gegeten, alhoewel de veeteelt nog verboden is.

## Taal
De Badui spreken een archaïsch Soendanees dialect.

## Internet
Internet is beschikbaar in de betreffende locatie, en in gebruik bij een deel van de bevolking, maar een ander deel wil dit onmogelijk maken.